# Martin Vetkal
Martin Vetkal (ur. 21 lutego 2004 w Tallinnie) – estoński piłkarz, występujący na pozycji pomocnika w młodzieżowych drużynach włoskiego klubu AS Roma. 4-krotny reprezentant Estonii.

## Statystyki

### Klubowe
Lista uwzględnia jedynie występy w pierwszych zespołach klubu.
Na podstawie:
| Klub              | Sezonów | Liga         | Liga  | Liga   | Puchar krajowy | Puchar krajowy | Kontynentalne | Kontynentalne | Suma  | Suma   |
| Klub              | Sezonów | Liga         | Mecze | Bramki | Mecze          | Bramki         | Mecze         | Bramki        | Mecze | Bramki |
| ----------------- | ------- | ------------ | ----- | ------ | -------------- | -------------- | ------------- | ------------- | ----- | ------ |
| JK Tallinna Kalev | 2       | Meistriliiga | 19    | 1      | 3              | 0              | –             | –             | 22    | 1      |
| AS Roma           | 1       | Serie A      | 0     | 0      | 0              | 0              | 0             | 0             | 0     | 0      |
|                   | Łącznie | Łącznie      | 158   | 29     | 1              | 0              | 4             | 0             | 99    | 4      |

### Reprezentacyjne
Na podstawie:
| Występy i gole w reprezentacji | Występy i gole w reprezentacji | Występy i gole w reprezentacji | Występy i gole w reprezentacji | Występy i gole w reprezentacji | Występy i gole w reprezentacji | Występy i gole w reprezentacji | Występy i gole w reprezentacji |
| Lp.                            | Data                           | Miasto                         | Przeciwnik                     | Wynik                          | Gole                           | Inne                           | Rozgrywki                      |
| ------------------------------ | ------------------------------ | ------------------------------ | ------------------------------ | ------------------------------ | ------------------------------ | ------------------------------ | ------------------------------ |
| 1.                             | 13.10.2023                     | Tallinn                        | Azerbejdżan                    | 2:0 (1:0)                      |                                | 90'                            | Eliminacje EURO 2024           |
| 2.                             | 17.10.2023                     | Tallinn                        | Tajlandia                      | 0:0 (0:0)                      |                                | asysta                         | mecz towarzyski                |
| 3.                             | 16.11.2023                     | Tallinn                        | Austria                        | 2:0 (0:0)                      |                                |                                | Eliminacje EURO 2024           |
| 4.                             | 21.03.2024                     | Warszawa                       | Polska                         | 1:5 (0:1)                      | 78'                            |                                | Eliminacje EURO 2024           |

## Sukcesy
Na podstawie:

### Klubowe
Z AS Roma:
- Puchar Włoch U-19 2022/23
- Mistrz Włoch U-17 2020/21